# Championnat d'Écosse de football 1988-1989
Navigation
Édition précédente Édition suivante
La 92e édition du championnat d'Écosse de football est remportée par le Rangers Football Club. C’est son 39e titre de champion. Les Rangers l’emportent avec 6 points d’avance sur le Aberdeen FC. Celtic FC complète le podium.
Le système de promotion/relégation reprend ses droits: descente et montée automatique, sans matchs de barrage pour le dernier de première division et le premier de deuxième division. Hamilton Academical descendent en deuxième division. Ils sont remplacés pour la saison 1988/89 par Dunfermline Athletic.
Avec 16 buts marqués en 36 matchs,  Mark McGhee du Celtic Football Club et Charlie Nicholas de l’Aberdeen Football Club se partagent le titre de meilleur buteur du championnat.

## Les clubs de l'édition 1988-1989
| \| Aberdeen FC Glasgow · Celtic - Rangers Dundee · Dundee – Dundee United Saint Mirren Édimbourg · Hibernian FC-Heart Motherwell Hamilton \| Localisation des clubs engagés dans le championnat. |
| Aberdeen FC Glasgow · Celtic - Rangers Dundee · Dundee – Dundee United Saint Mirren Édimbourg · Hibernian FC-Heart Motherwell Hamilton                                                           |

| Club                              | Ville      |
| --------------------------------- | ---------- |
| Aberdeen Football Club            | Aberdeen   |
| Celtic Football Club              | Glasgow    |
| Dundee Football Club              | Dundee     |
| Dundee United Football Club       | Dundee     |
| Hamilton Academical Football Club | Hamilton   |
| Heart of Midlothian Football Club | Édimbourg  |
| Hibernian Football Club           | Leith      |
| Motherwell Football Club          | Motherwell |
| Rangers Football Club             | Glasgow    |
| Saint Mirren Football Club        | Paisley    |

## Compétition

### Classement
Le classement est établi sur le barème de points classique (victoire à 2 points, match nul à 1, défaite à 0).
| Rang | Équipe              | Pts | J  | G  | N  | P  | Bp | Bc | Diff |
| ---- | ------------------- | --- | -- | -- | -- | -- | -- | -- | ---- |
| 1    | Rangers FC          | 56  | 36 | 26 | 4  | 6  | 62 | 26 | +36  |
| 2    | Aberdeen FC         | 50  | 36 | 18 | 14 | 4  | 51 | 25 | +26  |
| 3    | Celtic FC T +C      | 46  | 36 | 21 | 4  | 11 | 66 | 44 | +22  |
| 4    | Dundee United       | 44  | 36 | 16 | 12 | 8  | 44 | 26 | +18  |
| 5    | Hibernian FC        | 35  | 36 | 13 | 9  | 14 | 37 | 36 | +1   |
| 6    | Heart of Midlothian | 31  | 36 | 9  | 13 | 14 | 35 | 42 | -7   |
| 7    | Saint Mirren        | 29  | 36 | 11 | 7  | 18 | 39 | 55 | -16  |
| 8    | Dundee FC           | 28  | 36 | 9  | 10 | 17 | 34 | 48 | -14  |
| 9    | Motherwell FC       | 27  | 36 | 7  | 13 | 16 | 35 | 44 | -9   |
| 10   | Hamilton Academical | 14  | 36 | 6  | 2  | 28 | 19 | 76 | -57  |

| Légende : Qualifications et relégations | Légende : Qualifications et relégations                                        |
| --------------------------------------- | ------------------------------------------------------------------------------ |
|                                         | Coupe d'Europe des Clubs champions 1989-1990                                   |
|                                         | Coupe d'Europe des vainqueurs de coupe 1989-1990                               |
|                                         | Coupe UEFA 1989-1990                                                           |
|                                         | Relégation en deuxième division                                                |
|                                         | T : Tenant du titre C : Vainqueurs de la Coupe d'Écosse de football P : Promus |

## Bilan de la saison
| Tableau d'Honneur                |            |
| Compétition                      | Vainqueur  |
| Championnat d'Écosse de football | Rangers FC |
| Coupe d'Écosse de football       | Celtic FC  |

| Promotions et relégations |                      |
| Promus                    | Dunfermline Athletic |
| Relégués                  | Hamilton Academical  |

## Statistiques

### Meilleur buteur
- Mark McGhee, Celtic Football Club et Charlie Nicholas Aberdeen FC:16 buts